# Baby Animals
I Baby Animals sono un gruppo musicale australiano, formatosi nel 1989 a Sydney e composto da Suze DeMarchi, Dave Leslie, Dario Bortolin e Mick Skelton.

## Storia
L'album di debutto eponimo dei Baby Animals è stato pubblicato a settembre 1991 ed ha raggiunto la vetta della classifica australiana, paese nel quale è stato certificato quattro volte disco di platino ed è risultato il secondo album più venduto dell'anno. È inoltre entrato nelle classifiche neozelandese, britannica e svedese. Nello stesso periodo hanno vinto tre ARIA Music Awards e si sono esibiti in tournée con artisti come Bryan Adams, Black Crowes, Van Halen e Robert Plant. Il secondo disco del gruppo, Shaved and Dangerous, è uscito nel 1993 ed è arrivato alla 2ª posizione in madrepatria, ricevendo il disco d'oro. All'inizio del 1996 si sono sciolti, per poi riunirsi nel 2007: da allora hanno realizzato gli album Il Grande Silenzio e This Is Not the End, che si sono fermati rispettivamente alla numero 78 e 19 della ARIA Albums Chart.

## Discografia

### Album in studio
- 1991 – Baby Animals
- 1993 – Shaved and Dangerous
- 2008 – Il Grande Silenzio
- 2013 – This Is Not the End

### Album dal vivo
- 2017 – Baby Animals Live

### Raccolte
- 2019 – Greatest Hits

### EP
- 2019 – The Essential Five

### Singoli
- 1991 – Early Warning
- 1991 – Rush You
- 1991 – Painless
- 1992 – One Word
- 1992 – Ain't Gonna Get
- 1992 – Impossible to Fly
- 1993 – Don't Tell Me What to Do
- 1993 – At the End of the Day / Backbone
- 1994 – Lights Out at Eleven
- 2013 – Email
- 2013 – Stitch
- 2018 – Tonight
- 2019 – How Do I Make You
- 2019 – Marseilles